# Museum voor Abstracte Kunst
Het Museum voor Abstracte Kunst (MAK) is gevestigd in Jette in het Brussels Hoofdstedelijk gewest en geldt als referentie voor Belgische abstracte kunst. De collectie bestaat uit schilderkunst van de 20e eeuw en beeldhouwkunst van de 20e eeuw, foto’s, maquettes en toegepaste kunst.
Het MAK ligt naast het René Magritte Museum en is ermee direct verbonden. Het ligt in de buurt van het Atomium, een monument dat symbool stond voor de toekomst en dat beschouwd mag worden als een hoogtepunt van abstracte kunst. 

## Collectie
Op de tweede verdieping worden de Belgische pioniers van de jaren twintig getoond, onder meer Jozef Peeters, Victor Servranckx, Karel Maes, Felix De Boeck, Marthe Donas, Pierre- Louis Flouquet en Jules Schmalzigaug. 
Op het gelijkvloers en de derde verdieping de tweede generatie van abstracten, zoals Pol Bury, Hilde Van Sumere, Paul Van Hoeydonck, Pierre Alechinsky, Maurice Wyckaert, Camille Van Breedam, Francine Holley, Jo Delahaut en Luc Peire, René Guiette, Kurt Lewy en de Luikenaar Jean Rets, die een neonfabriekje leidde, en er vertegenwoordigd is door een originele Sculpture lumineuse. 
De belangrijkste kunststromingen in het Museum voor Abstracte Kunst zijn:
- Kubisme
- Futurisme
- Geometrische abstractie
- Lyrische abstractie
- Cobra
- Kinetische kunst
- Informele schilderkunst
- Materieschilderkunst

## Geschiedenis
In 1982 begon schrijver en conservator André Garitte met het verzamelen van abstracte kunst. Hij onderhield ook rechtstreeks contact met vele kunstenaars. Zijn bedoeling was om een representatief overzicht van voornamelijk Belgische abstracte kunst te verwerven en te tonen. In 1991 werd de André Garitte Foundation opgericht. De Foundation stelde onder meer tentoon in het stadhuis van Brussel (1992) en in Antwerpen (1993). In 2016 startte de bouw van een nieuw museum om haar collectie abstracte kunst permanent te tonen. 
Momenteel bevat de collectie ca. 750 werken van 150 kunstenaars.

## Gebouw
Het museum is gevestigd in een rijhuis met een voorgevel in Chaletstijl uit de Belle époque en dateert uit ca. 1900. Aanvankelijk telde het huis slechts één verdieping. In 1929 kwam daar een verdieping en een puntdak bij. Het huis werd aangekocht in 2009 met een voorzien budget van 800 000 euro voor de renovatie. Een derde verdieping werd bijgebouwd, maar is niet zichtbaar vanaf de straat. De totale oppervlakte bedraagt meer dan 300 m². De binnenkant is een totaalkunstwerk waarbij de inrichting en de tentoongestelde werken een geheel vormen. De glasdeuren en tegelvloeren in abstract geometrische composities zijn ontworpen door Laura-Lena Uhlmann, die ook de muurschildering in de trapzaal uittekende op basis van een concept dat Georges Van Tongerloo ooit voor een bar bedacht. Voor een museum gewijd aan moderne kunst zijn de roze en lichtgroene muren atypisch.